# كينيتشي ماتسوكا
كينيتشي ماتسوكا (باليابانية: 松岡健一) هو لاعب كرة قاعدة ياباني، ولد في 7 يونيو 1982 في تامانا في اليابان.

## وصلات خارجية
- كينيتشي ماتسوكا على موقع الدوري الياباني لكرة القاعدة (الإنجليزية)
- كينيتشي ماتسوكا على موقعبيزبول رفرنس.كوم (الدوري الثانوي) (الإنجليزية)